# Markhu
Markhu – gaun wikas samiti w środkowej części Nepalu w strefie Narajani w dystrykcie Makwanpur. Według nepalskiego spisu powszechnego z 2001 roku liczył on 661 gospodarstw domowych i 3916 mieszkańców (1932 kobiet i 1984 mężczyzn).